# Hao Jialu
Hao Jialu (chinesisch 郝佳露; * 20. August 1987 in Taiyuan) ist eine ehemalige chinesische Degenfechterin.

## Karriere
Hao Jialu war hauptsächlich mit der Mannschaft international erfolgreich. 2015 in Singapur und 2016 in Wuxi wurde sie jeweils mit dieser Vizeasienmeisterin, bei den Asienspielen 2014 in Incheon gewann sie die Goldmedaille. 2015 wurde sie zudem Mannschaftsweltmeisterin in Moskau. Bei den Olympischen Spielen 2016 in Rio de Janeiro zog sie mit der Mannschaft, nach Siegen gegen die Ukraine und Estland, ins Finale gegen Rumänien ein, das mit 38:44 verloren ging. Im Einzel kam sie nicht zum Einsatz.